# قاطور
القاطور أو تمساح قصير الخطم(بالإنجليزية: alligator)‏ هو حيوان من الزواحف يعيش في المستنقعات والمنخفضات، وهو يشبه السحالي إلا أنه أضخم منها. ويكون فكه مرصوفاً بكثير من الأسنان الحادة.

## وصف
يبلغ حجم التمساح الأمريكي البالغ طولاً 4 أمتار وكتلةً حوالي 360 كيلوغرام لكن من الممكن وصولة حتى 4.4 متر وما يزيد عن 450 كيلوغرام وزناً أكبر تمساح مسجل عثر عليه على الإطلاق في ولاية لويزيانا يبلغ من الحجم 5.84 متر وهنالك التمساح الصيني غالباً ما يكون أصغر حجماً حوالي 2.1 متر‌. يمتلك التمساح متوسط 75 سناً في فكية ‌.
متوسط عمر التمساح‌: لا يوجد مقياس لمتوسط عمر التمساح، أُحضر تمساح لحديقة حيوان في صربيا وكان يبلغ من العمر عام واحد في 1937 وهو الآن لا يزال في نفس حديقة الحيوان ويبلغ من العمر 84 عاماً‌.

## عادات
تبني أنثى تمساح القاطور بيتها من الأعشاب والنباتات التي تجمعها على كل تلة يبلغ ارتفاعها زهاء متر، وعرضها أكثر من مترين بقليل.
تتكاثر التماسيح بالبيوض ويتراوح عدد بيضها ما بين 20 و 60 بيضة، تضعها الأنثى في وسط التلة في مكان رطب من العش، وتكون بيوض القاطور بيضاء اللون، وقشرتها صلبة، وأكبر من بيض الدجاج بقليل، يفقس البيض بعد حوالي تسعة أسابيع.

## الرّعاية منذ البداية
تعتني تماسيح القاطور بصغارها أكثر من معظم الزواحف الأخرى، فبعد وضع البيض تمكث الأنثى بجانب العش لحمايته من الحيونات المفترسة، وعندما تخرج الصغار من البيض تطلق صوتاً مرتفعاً، فتأتي الأم وتمزق العش وتطلق سراحهم، وتحمي الأم صغارها لمدة سنه أو تزيد.
يكون طول تمساح القاطور عندما يخرج من البيضة نحو 23 سـم، ويزداد طوله بمعدل 30 سـم كل سنة خلال السنوات الست الأولى من عمره، ذكوراً وإناثاً على السواء، وبعد ذلك تنمو الإناث ببطء بينما تستمر الذكور في النمو بالمعدل السابق نفسه لعدة سنوات أخرى، ومن المحتمل أن تعيش القواطير ما بين 50 و 60 عاماً.

## حفر الاختباء
في الشتاء، تمكث تماسيح القاطور تحت الماء، وتدفن أجسامها بالوحل، أو تدخل في حفر عميقة كانت قد حفرتها بأجسامها، وتشكل تلك الحفر الملجأ الوحيد حيوان مائي للحيوانات المائية وصغارها أثناء الجفاف.

## غذاء
يأكل تمساح القاطور أنواعاً عديدة من الحيوانات الصغيرة التي تعيش في الماء أو بالقرب منه، بما فيها من الأسماك، والأفاعي، والضفادع، والسلاحف، والثدييات الصغيرة، والطيور، وتقوم بتقطيعها إرباً وتطعم صغارها منها حتى تسهل عليها عملية الهضم.

## الأنواع

### على قيد الحياة
| الصورة | الإسم العلمي               | الاسم المعروف    | الانتشار                                               |
| ------ | -------------------------- | ---------------- | ------------------------------------------------------ |
|        | Alligator mississippiensis | القاطور الأمريكي | جنوب شرق الولايات المتحدة وولاية تاماوليباس في المكسيك |
|        | Alligator sinensis         | القاطور الصيني   | شرق الصين.                                             |

### المنقرضة
- قاطور هيلينسيس [الإنجليزية] (الاسم العلمي Alligator hailensis).
- قاطور مكجروي [الإنجليزية] (الاسم العلمي Alligator mcgrewi).
- قاطور مفردي [الإنجليزية] (الاسم العلمي Alligator mefferdi).
- قاطور أولسيني [الإنجليزية] (الاسم العلمي Alligator olseni).
- قاطور بريناساليس [الإنجليزية] (الاسم العلمي Alligator prenasalis).
- قاطور ثومسوني [الإنجليزية] (الاسم العلمي Alligator thomsoni).